# Terra de Jameson
La Terra de Jameson, Jameson Land és una península de Groenlàndia, limita al sud-oest amb Scoresby Sund (el fiord més gran del món), al nord-oest amb l'interior de groenlàndia, al nord amb Scoresby Land, i a l'est amb Carlsberg Fjord, Liverpool Land i Hurry Inlet.

## Geologia

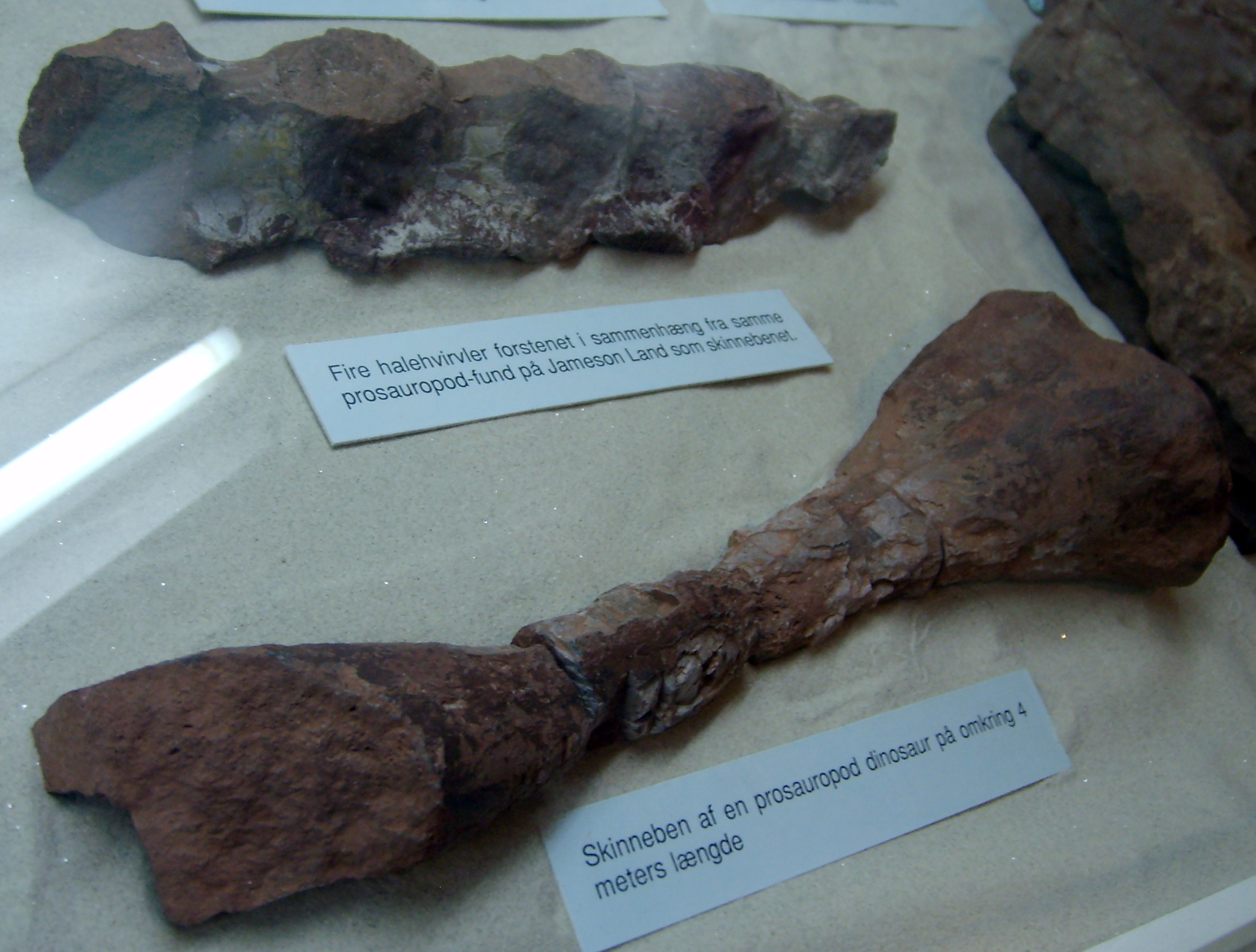
Cua i tibia d'un dinosaure prosauròpode trobat a Jameson Land

Jameson Land consta principalment de pedra sorrenca del Juràssic també hi ha roques del Triàsic.
Entre els fòssils del Triàsic de Jameson land s'inclouen dinosures prosauròpodes i teròpodes, fitosaures, temnospòndils, i taurons.